# Chapais (Schachspieler)
Chapais war ein französischer Schachspieler im späten 18. Jahrhundert.
Die Lebensdaten von Chapais sind unbekannt. Es wird davon ausgegangen, dass er Kaufmann oder Händler war. Aufgrund seiner Sprachkenntnisse war er vermutlich vielartig gebildet.
Herbert Bastian hält Chapais aufgrund von Schriftvergleichen und anderer Indizien für ein Pseudonym des französischen Mathematikers Gaspard Monge.
Um 1780 verfasste er das Schachmanuskript Essais-analytiques sur les échecs, in dem ungefähr 60 eigene Stellungen erstveröffentlicht werden sollten. Aus nicht geklärten Umständen wurde das Manuskript nicht gedruckt. Nachdem Tassilo von Heydebrand und der Lasa 1855 in den Besitz des Manuskripts gelangt war, verwendete er es laut der dortigen Bibliografie für das Handbuch des Schachspiels erstmals in dessen vierter Auflage von 1864.

## Werke
- Chapais, Jean Mennerat, Harrie Grondijs, Rieneke van Zutphen: Essais-analytiques sur les échecs avec figures. RUEB, Rijswijk 2009.